# Église Saint-Pierre-et-Saint-Paul de Castellet-lès-Sausses
Pour les articles homonymes, voir Église Saint-Pierre-et-Saint-Paul.
L'église Saint-Pierre-et-Saint-Paul est une église située à Castellet-lès-Sausses, en France.

## Localisation
L'église est située sur la commune de Castellet-lès-Sausses, dans le département français des Alpes-de-Haute-Provence.

## Historique
L’église romane Saint-Pierre-et-Saint-Paul (ou Sainte-Magdeleine), à Castellet, du XIVe siècle. Construite au sommet du village, elle domine la vallée du Var d’environ 300 m. Construite à la fin du XIIIe siècle, elle dépendait de l’abbaye San Dalmazzo da Pedona (Piémont). 
L'édifice est inscrit au titre des monuments historiques en 1971.